# Религия в Новой Каледонии
Крупнейшие религии Новой Каледонии
 Католицизм (60 %) Протестантизм (30 %) Ислам (4 %) Другие (6 %)
Религия в Новой Каледонии — совокупность религиозных верований, присущих народам Новой Каледонии. Все религиозные вопросы в этой стране регулируются декретами Жоржа Манделя от 16 января и 6 декабря 1939 года. Большинство населения христиане (католики — 60 %, протестанты — 30 %), а также мусульмане-сунниты (4 %). Меланезийцы, наряду с христианством, исповедуют традиционные местные верования.

## Христианство

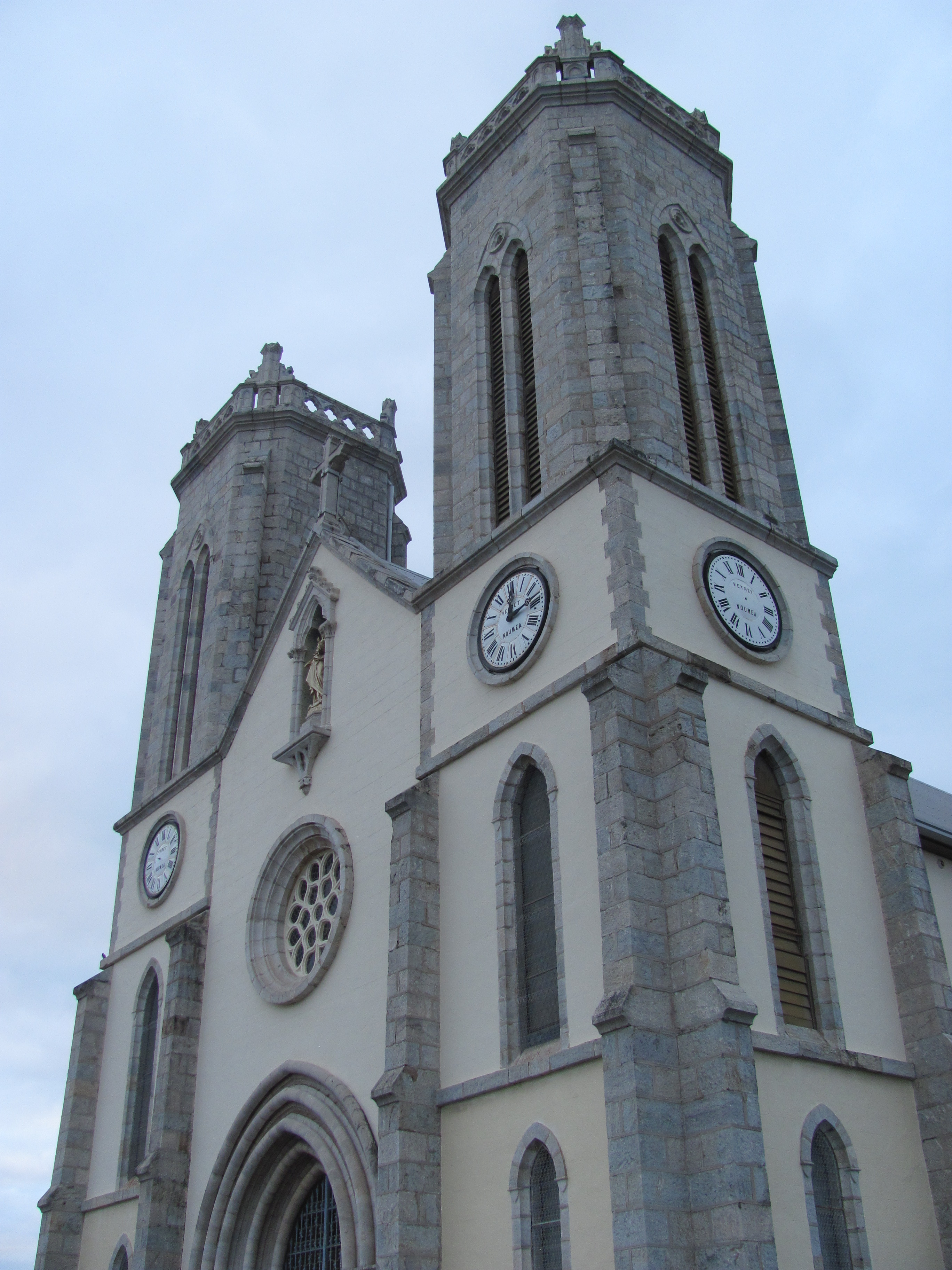
Собор Святого Иосифа в городе Нумеа

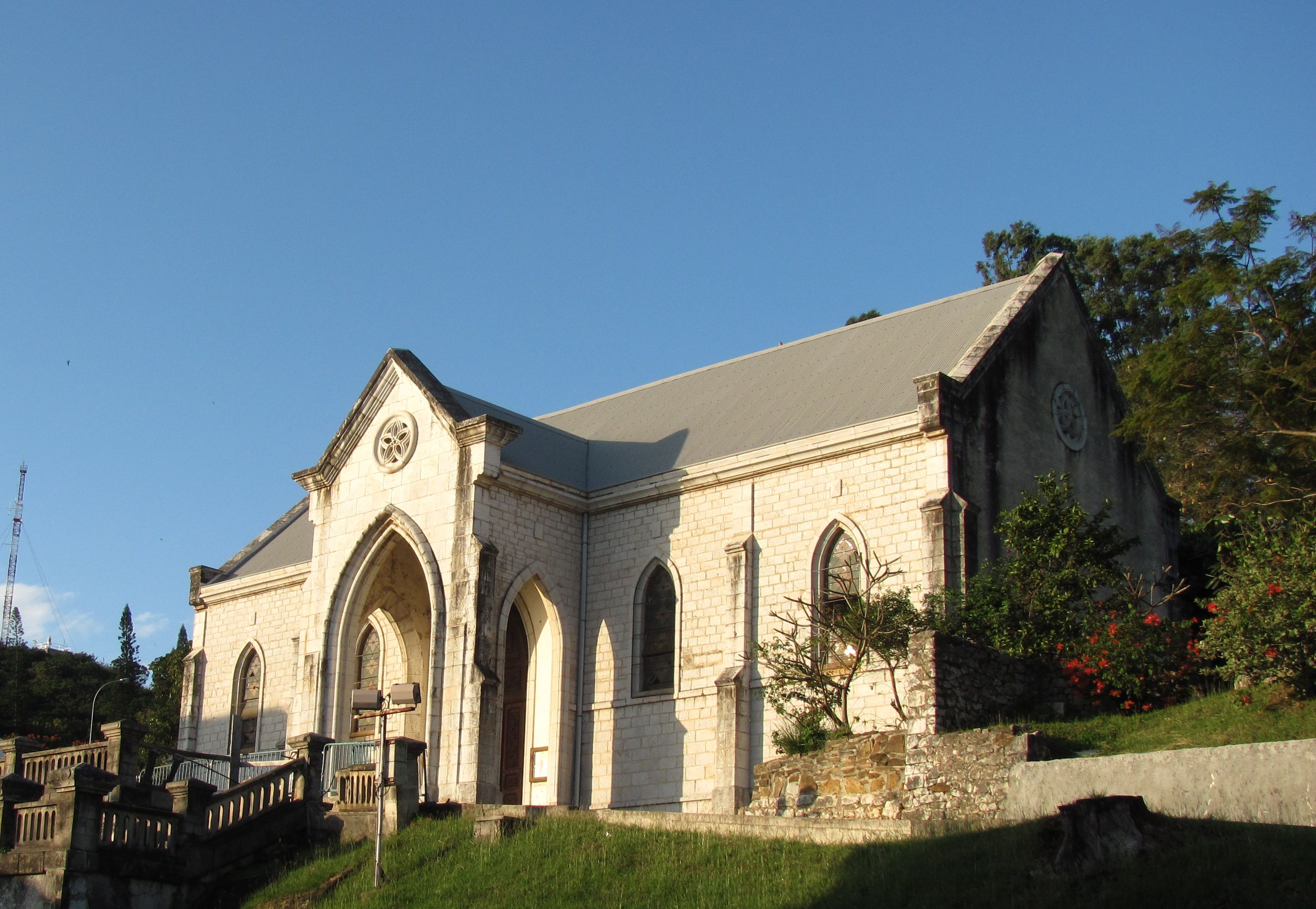
Старый храм городе Нумеа

В 1958 году основана Евангелическая церковь в Новой Каледонии и на островах Луайоте. 

## Ислам

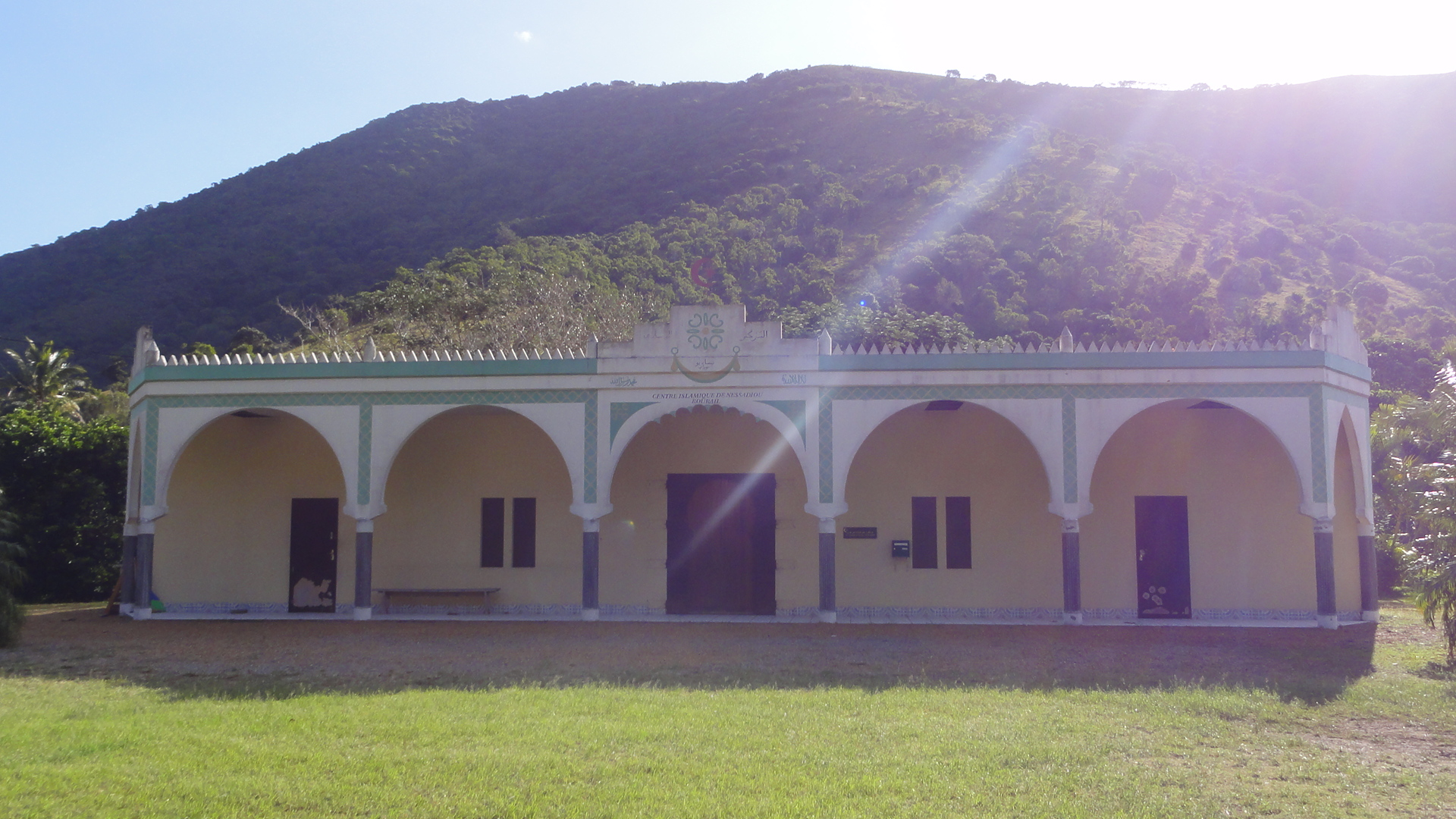
Исламский культурный центр в городе Бурай

Ислам в Новой Каледонии — это вера меньшинства, последователями которой являются 6357 человек. Большая часть мусульман в Новой Каледонии — этнические яванцы. Мусульмане в этом государстве в основном говорят на французском, а также арабском и индонезийском языках. Это вызывает лингвистический разрыв между ними и соседними англоязычными мусульманскими общинами в Австралии и Республике Фиджи. На островах есть 2 исламских религиозных центра. Первый центр находится в городе Бурайе, прихожанами которого, в основном, являются потомки мигрантов из Алжира. Второй центр находится в столице Новой Каледонии Нумеа. Подавляющее большинство мусульман в Новой Каледонии — сунниты.

## Другие религии
Иудейская община Новой Каледонии состоит из около 300 человек. Есть синагога. Буддизм и индуизм исповедуют в основном выходцы из Юго-Восточной Азии и Индии.